# Florent Malouda
Florent Johan Malouda (Caienna, 13 giugno 1980) è un allenatore di calcio ed ex calciatore francese, di ruolo ala sinistra, vicecampione del mondo  con la nazionale francese al campionato del mondo 2006.

## Biografia
Suo fratello Lesly è un ex calciatore.

## Caratteristiche tecniche
Agisce prevalentemente da ala sinistra, pur essendo in grado - nel Lione è stato anche utilizzato come terzino - di districarsi lungo tutta la fascia. Tra le sue doti spiccano senso della posizione, doti tecniche, agilità negli inserimenti, precisione nei suggerimenti per i compagni e l'abilità in fase difensiva.
Avendo avuto una notevole velocità - dote che non si è mantenuta nel tempo - basa il suo gioco principalmente nei movimenti senza palla. È stato talvolta criticato per la sua ridotta propensione al sacrificio in favore della squadra.
Complice l'età, con il passare degli anni si adatta a svolgere il ruolo di trequartista a supporto degli attaccanti, o di mediano in un centrocampo a 3.

## Carriera

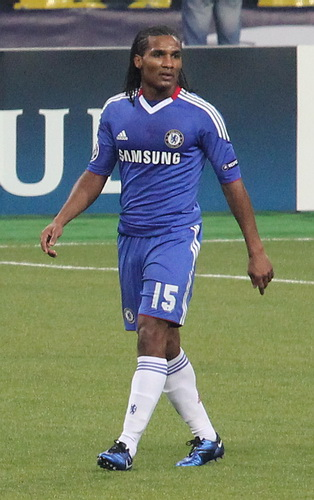
Florent Malouda con la maglia del Chelsea nel 2010

### Club

#### Gli inizi
Nato a Caienna, Malouda è cresciuto nelle giovanili del Châteauroux, dove ha militato per quattro stagioni in prima squadra. Nel 2000 è stato acquistato dal Guingamp, dove ha giocato per 3 stagioni segnando 15 gol in 92 partite. Qui, con la tutela dell'allenatore Guy Lacombe, è stato in grado di mettere in mostra le sue qualità da centrocampista, fornendo buone prestazioni e formando una grande combinazione con l'allora compagno di squadra Didier Drogba. Le strade dei due calciatori si sono reincrociate nel Chelsea.

#### Lione
Nel settembre 2003 il Lione lo ha acquistato per 2,5 milioni di euro. Intanto Malouda iniziò a collezionare anche qualche presenza nella Nazionale francese.
Nel Lione il centrocampista è diventato uno dei punti cardine della squadra, con cui ha conquistato quattro titoli francesi consecutivi. Le sue caratteristiche tecniche non comuni e la rapidità lo hanno reso ben presto anche uno dei punti di forza della Nazionale francese, con la quale si è classificato secondo ai Mondiali di Germania 2006.

### Chelsea

#### 2007-2008
Nell'estate del 2007, dopo la sua stagione migliore in Francia (ben 12 reti in campionato e 2 in UEFA Champions League) è passato dal Lione al Chelsea per 13 milioni di sterline, firmando un contratto che lo lega alla squadra inglese per quattro anni. Malouda ha fatto il proprio debutto con la maglia dei Blues nel Community Shield 2007 perso contro il Manchester United ai tiri di rigore. Successivamente ha fatto il suo debutto in Premier League in una gara contro il Birmingham City il 12 agosto, in cui ha anche messo a segno la sua prima rete. Il 19 agosto Malouda ottenne un calcio di rigore dopo un presunto fallo subito dal capitano del Liverpool Jamie Carragher: quando vennero mostrati i replay dell'azione balzò all'occhio il mancato contatto tra i due, ma l'arbitro Rob Styles decise comunque di concedere il rigore, segnato poi da Frank Lampard. Per questo accadimento Styles venne sospeso dalla FA. Al suo debutto in Champions League con la nuova maglia ha messo a segno una rete fondamentale contro lo Schalke 04 dopo appena quattro minuti dal calcio d'inizio. Il francese ha concluso la stagione totalizzando 38 presenze e mettendo a segno quattro reti.

#### 2008-2009
Malouda ha iniziato la stagione 2008-2009 mettendo a segno due reti, la prima nella fase a gironi di Champions League contro il Bordeaux e la seconda contro il Portsmouth nel terzo turno di Coppa di Lega, mentre la prima rete in campionato è arrivata più tardi in una vittoria 5-0 contro il Middlesbrough. Successivamente, ha messo a segno la rete del pareggio nella semifinale di FA Cup contro i rivali dell'Arsenal, gara che si è poi conclusa con una vittoria 2-1 per i Blues. Tuttavia, terminò la stagione con la vittoria dell'FA Cup. Il 23 giugno 2009 ha prolungato il suo contratto con i Blues di altri due anni, smentendo tra l'altro le voci che lo volevano scontento alla corte di Roman Abramovic.

#### 2009-2010
Dopo l'approdo in panchina di Carlo Ancelotti Malouda si ritrovò a dover ricoprire un ruolo da esterno sinistro. Il 12 settembre 2009 è risultato decisivo per la sofferta vittoria del Chelsea contro lo Stoke City, mettendo a segno il gol vittoria al 94' minuto. Il 3 novembre seguente, in seguito alla gara di Champions League contro l'Atlético Madrid, ha disputato la sua 100ª presenze con la maglia del Chelsea. Durante una gara di Premier League contro il West Ham United è stato votato come migliore in campo: il francese ha totalizzato un numero di 16 cross, due dei quali funsero da assist.
Nell'incontro contro i rivali per il titolo del Manchester United , Malouda ha giocato un ruolo fondamentale nella realizzazione del primo gol della partita: evitando Antonio Valencia e Darren Fletcher in rotta verso l'area di rigore, Malouda è stato in grado di fornire un cross basso a Joe Cole, che ha reindirizzato la palla con il tacco oltre il portiere Edwin van der Sar. La gara si è conclusa con un 2-1 in favore del Chelsea. Il francese ha concluso la stagione mettendo a referto 12 reti in 33 presenze di campionato.

#### 2010-2011 e 2011-2012
Mette a segno la sua prima rete stagionale in una gara contro il West Bromwich Albion, mentre il 20 aprile 2011 segna una doppietta nella partita casalinga vinta contro il Birmingham 3-1. A fine stagione verrà nominato capocannoniere del Chelsea con 13 reti, scavalcando i compagni di squadra Didier Drogba e Nicolas Anelka.
Durante l'estate del 2011, in seguito all'acquisto dello spagnolo Juan Mata, l'allora direttore generale della Juventus decise di fare un'offerta al club londinese per il centrocampista francese, ma quest'ultimo, mentre parlava in una conferenza stampa prima della gara di qualificazione agli Europei contro l'Albania, ha espresso il suo voler rimanere alla corte dei Blues fino alla successiva Coppa del Mondo. Il giocatore divenne decisivo per la semifinale di FA Cup di quell'anno vinta per 5-1 contro il Tottenham, mentre nella finale riuscì a scendere in campo solamente negli ultimi cinque minuti. Malouda venne considerato in dubbio per la finale di Champions League contro il Bayern Monaco per via di un piccolo infortunio subito nella precedente gara contro il Blackburn Rovers, ma infine il giocatore venne ritenuto idoneo in seguito al superamento di vari test fisici. Durante la finale, è subentrato nel secondo tempo a Ryan Bertrand. Infine la gara venne decisa ai calci di rigore con il Chelsea che divenne il primo club londinese a potersi pregiare del titolo di campioni d'Europa.

#### 2012-2013
Durante il pre-campionato della stagione 2012-2013 Malouda si vide costretto a saltare alcune gare a causa della sua convocazione all'Euro 2012. Successivamente, è riuscito a disputare amichevoli contro il Paris Saint-Germain, l'MLS All Stars e il Milan.
Mentre la finestra di mercato era aperta, il club avrebbe desiderato cedere il fantasista francese per via delle sue richieste salariali piuttosto elevate. Visto che il giocatore non riuscì ad accordarsi con nessuna squadra, la società londinese gli comunicò che non solo sarebbe rimasto fuori rosa per tutta la stagione, ma che si sarebbe potuto allenare solo ed esclusivamente con la formazione Under-21.
Il 30 giugno 2013 venne ufficializzata la scadenza del suo contratto e il suo conseguente addio al club, dopo esser riuscito ad aggiungere nel suo palmarès la UEFA Europa League 2012-2013 senza mai essere sceso in campo.

#### Ultimi anni
Il 16 luglio 2013 firma un contratto biennale a 2,5 milioni di euro a stagione con il Trabzonspor, club militante in Süper Lig, sottoscrivendo un contratto da 2,5 milioni di euro all'anno. Il 1º novembre 2013 mette a segno una doppietta fondamentale ai danni del Kayseri Erciyesspor (3-1). Ha rescisso il contratto con la società il 12 settembre 2014
Nella stagione 2014-2015 si trasferisce al Metz, club di Ligue 1. All'undicesima giornata, segna il rigore decisivo nella vittoria casalinga sul Caen.
Il 23 agosto 2015 firma per il Delhi Dynamos, club del campionato indiano allenato da Roberto Carlos. Ha disputato da titolare tutte le gare della Indian Super League 2015, stagione in cui la squadra riuscì anche a raggiungere le semifinali dei play-off.
Nel gennaio 2016 si trasferisce in prestito al Wadi Degla, club della massima divisione del campionato egiziano con cui firma un contratto di sei mesi. Ha totalizzato 18 presenze con il club del Cairo aiutandolo a raggiungere i quarti di finale della Coppa d'Egitto ed un quinto posto in campionato, non riuscendo però a qualificarsi per la CAF Confederation Cup.
Il 19 luglio 2016, tornerà ufficialmente al Delhi Dynamos dopo la scadenza del prestito. Dopo 16 presenze e 3 reti, rescinderà il contratto con il club indiano.
Il 25 gennaio 2018, Malouda torna a giocare, accasandosi al Differdange 03, squadra militante nella massima serie lussemburghese. Gli svariati infortuni subiti condizionarono la sua esperienza, ma nonostante ciò contribuì a portare la squadra fino alle semifinali della Coppa di Lussemburgo. Al termine della stagione ha annunciato il proprio ritiro dal calcio giocato.

### Nazionale

#### Francia
Ha debuttato con la maglia della nazionale francese il 17 novembre 2004 in un match contro la Polonia. Da lì in poi è diventato titolare della nazionale transalpina. Ha segnato la sua prima rete con i Bleus il 31 maggio 2005 contro l'Ungheria.
Dopo aver giocato la maggior parte delle partite di qualificazione per i Mondiali di Germania 2006 Malouda è stato inserito nella lista dei convocati per la rassegna mondiale. Dopo aver disputato buone partite ed essere arrivati in finale, i sogni dei Bleus di tornare campioni del mondo sono svaniti ai calci di rigore, dove sono stati sconfitti dall'Italia di Marcello Lippi. Decisivo l'errore dal dischetto di David Trezeguet. Nella partita finale Florent era riuscito anche a dire la sua, procurandosi un rigore trasformato in goal (per il temporaneo 1-0) dal capitano Zinédine Zidane.
Ha partecipato anche ad Euro 2008. Nella fase finale, inserita nel girone C con Romania, Paesi Bassi ed Italia, la Francia ha disatteso le aspettative, classificandosi ultima nel proprio raggruppamento (1 gol fatto, 6 subiti). Ha pareggiato per 0-0 contro i romeni all'esordio e nella seconda partita ha perso in malo modo contro i Paesi Bassi per 4-1. Nella terza e ultima partita è stata sconfitta dall'Italia per 2-0, non qualificandosi alla seconda fase della competizione.
Nel 2010 è tra i convocati per il Mondiali di Sudafrica 2010. Come nel 2008, la Francia passa un'altra disastrosa annata. Viene inserita nel gruppo A con Messico, Uruguay e con i padroni di casa del Sudafrica. Nella gara d'esordio con Uruguay i "Blues" vengono bloccati sullo 0-0. Nella seconda gara perdono 2-0 contro il Messico, rischiando così l'eliminazione, che diventa certezza dopo la sconfitta rimediata con i padroni di casa del Sudafrica, anch'essa poi eliminata, per 2-1. In questa gara Malouda segnerà il gol del 2-1 finale, segnando l'unico gol della sua nazionale.
Ad oggi Florent ha totalizzato 80 presenze e 9 reti con la maglia della Nazionale francese.

#### Guyana Francese
Nel giugno 2017 viene convocato dalla Guyana Francese per disputare la Coppa dei Caraibi 2017. Ciò è reso possibile dal fatto che la nazionale non è affiliata alla FIFA. Esordisce il 18 giugno 2017 nell'amichevole vinta per 3-0 contro Barbados.

### Allenatore
A marzo 2019, è stato assunto come preparatore della squadra svizzera Zurigo FC. Tuttavia, l'accordo è stato sciolto appena un mese dopo, sconvolgendo lo stesso Malouda che non si aspettava tutto ciò.

## Statistiche

### Presenze e reti nei club
Statistiche aggiornate al 10 aprile 2021.
| Stagione             | Squadra              | Campionato           | Campionato | Campionato | Coppe nazionali | Coppe nazionali | Coppe nazionali | Coppe continentali | Coppe continentali | Coppe continentali | Altre coppe | Altre coppe | Altre coppe | Totale | Totale |
| Stagione             | Squadra              | Comp                 | Pres       | Reti       | Comp            | Pres            | Reti            | Comp               | Pres               | Reti               | Comp        | Pres        | Reti        | Pres   | Reti   |
| -------------------- | -------------------- | -------------------- | ---------- | ---------- | --------------- | --------------- | --------------- | ------------------ | ------------------ | ------------------ | ----------- | ----------- | ----------- | ------ | ------ |
| 1996-1997            | Châteauroux          | D2                   | 2          | 0          | CF+CdL          | 0+0             | 0               | -                  | -                  | -                  | -           | -           | -           | 2      | 0      |
| 1997-1998            | Châteauroux          | D1                   | 1          | 0          | CF+CdL          | 0+0             | 0               | -                  | -                  | -                  | -           | -           | -           | 1      | 0      |
| 1998-1999            | Châteauroux          | D2                   | 28         | 3          | CF+CdL          | 0+1             | 0               | -                  | -                  | -                  | -           | -           | -           | 29     | 3      |
| 1999-2000            | Châteauroux          | D2                   | 28         | 2          | CF+CdL          | 0+3             | 0+2             | -                  | -                  | -                  | -           | -           | -           | 31     | 4      |
| Totale Châteauroux   | Totale Châteauroux   | Totale Châteauroux   | 59         | 5          |                 | 4               | 2               |                    | -                  | -                  |             | -           | -           | 63     | 7      |
| 2000-2001            | Guingamp             | D1                   | 23         | 1          | CF+CdL          | 0+1             | 0               | -                  | -                  | -                  | -           | -           | -           | 24     | 1      |
| 2001-2002            | Guingamp             | D1                   | 32         | 4          | CF+CdL          | 2+2             | 1+1             | -                  | -                  | -                  | -           | -           | -           | 36     | 6      |
| 2002-2003            | Guingamp             | L1                   | 37         | 10         | CF+CdL          | 2+2             | 0+2             | -                  | -                  | -                  | -           | -           | -           | 41     | 12     |
| Totale Guingamp      | Totale Guingamp      | Totale Guingamp      | 92         | 15         |                 | 9               | 4               |                    | -                  | -                  |             | -           | -           | 101    | 19     |
| 2003-2004            | O. Lione             | L1                   | 35         | 4          | CF+CdL          | 3+1             | 2+0             | UCL                | 10                 | 0                  | SF          | 1           | 0           | 50     | 6      |
| 2004-2005            | O. Lione             | L1                   | 37         | 5          | CF+CdL          | 3+0             | 0               | UCL                | 10                 | 3                  | SF          | 1           | 0           | 51     | 8      |
| 2005-2006            | O. Lione             | L1                   | 31         | 6          | CF+CdL          | 3+1             | 0               | UCL                | 9                  | 0                  | SF          | 1           | 0           | 45     | 6      |
| 2006-2007            | O. Lione             | L1                   | 35         | 10         | CF+CdL          | 2+3             | 0+1             | UCL                | 7                  | 2                  | SF          | 0           | 0           | 47     | 13     |
| Totale O. Lione      | Totale O. Lione      | Totale O. Lione      | 138        | 25         |                 | 16              | 3               |                    | 36                 | 5                  |             | 3           | 0           | 193    | 33     |
| 2007-2008            | Chelsea              | PL                   | 21         | 2          | FACup+CdL       | 2+3             | 0               | UCL                | 11                 | 1                  | CS          | 1           | 1           | 38     | 4      |
| 2008-2009            | Chelsea              | PL                   | 31         | 6          | FACup+CdL       | 4+2             | 1+1             | UCL                | 10                 | 1                  | -           | -           | -           | 47     | 9      |
| 2009-2010            | Chelsea              | PL                   | 33         | 12         | FACup+CdL       | 6+3             | 2+1             | UCL                | 8                  | 0                  | CS          | 1           | 0           | 51     | 15     |
| 2010-2011            | Chelsea              | PL                   | 38         | 13         | FACup+CdL       | 2+0             | 0               | UCL                | 9                  | 1                  | CS          | 1           | 0           | 50     | 14     |
| 2011-2012            | Chelsea              | PL                   | 26         | 2          | FACup+CdL       | 5+3             | 1+0             | UCL                | 9                  | 0                  | -           | -           | -           | 43     | 3      |
| 2012-2013            | Chelsea              | PL                   | 0          | 0          | FACup+CdL       | 0+0             | 0               | UCL+UEL            | 0+0                | 0                  | CS+SU+Cmc   | 0+0+0       | 0           | 0      | 0      |
| Totale Chelsea       | Totale Chelsea       | Totale Chelsea       | 149        | 35         |                 | 30              | 6               |                    | 47                 | 3                  |             | 3           | 1           | 229    | 45     |
| 2013-2014            | Trabzonspor          | SL                   | 19         | 5          | TK              | 0               | 0               | UEL                | 10                 | 2                  | -           | -           | -           | 29     | 7      |
| 2014-2015            | Metz                 | L1                   | 28         | 3          | CF+CdL          | 1+2             | 0               | -                  | -                  | -                  | -           | -           | -           | 31     | 3      |
| 2015                 | Delhi Dynamos        | ISL                  | 14+2       | 0          | -               | -               | -               | -                  | -                  | -                  | -           | -           | -           | 16     | 0      |
| gen.-giu. 2016       | Wadi Degla           | PL                   | 16         | 3          | CE              | 2               | 0               | -                  | -                  | -                  | -           | -           | -           | 18     | 3      |
| 2016                 | Delhi Dynamos        | ISL                  | 14+2       | 3+0        | -               | -               | -               | -                  | -                  | -                  | -           | -           | -           | 16     | 3      |
| Totale Delhi Dynamos | Totale Delhi Dynamos | Totale Delhi Dynamos | 28+4       | 3          |                 | -               | -               |                    | -                  | -                  |             | -           | -           | 32     | 3      |
| gen.-giu. 2018       | Differdange 03       | DN                   | 8          | 0          | CL+CdL          | 0               | 0               | -                  | -                  | -                  | -           | -           | -           | 8      | 0      |
| Totale carriera      | Totale carriera      | Totale carriera      | 537+4      | 94         |                 | 64              | 15              |                    | 93                 | 10                 |             | 6           | 1           | 704    | 120    |

### Cronologia presenze e reti in nazionale
| Cronologia completa delle presenze e delle reti in nazionale ― Francia | Cronologia completa delle presenze e delle reti in nazionale ― Francia | Cronologia completa delle presenze e delle reti in nazionale ― Francia | Cronologia completa delle presenze e delle reti in nazionale ― Francia | Cronologia completa delle presenze e delle reti in nazionale ― Francia | Cronologia completa delle presenze e delle reti in nazionale ― Francia | Cronologia completa delle presenze e delle reti in nazionale ― Francia | Cronologia completa delle presenze e delle reti in nazionale ― Francia |
| Data                                                                   | Città                                                                  | In casa                                                                | Risultato                                                              | Ospiti                                                                 | Competizione                                                           | Reti                                                                   | Note                                                                   |
| ---------------------------------------------------------------------- | ---------------------------------------------------------------------- | ---------------------------------------------------------------------- | ---------------------------------------------------------------------- | ---------------------------------------------------------------------- | ---------------------------------------------------------------------- | ---------------------------------------------------------------------- | ---------------------------------------------------------------------- |
| 17-11-2004                                                             | Saint-Denis                                                            | Francia                                                                | 0 – 0                                                                  | Polonia                                                                | Amichevole                                                             | -                                                                      | 46’                                                                    |
| 30-3-2005                                                              | Ramat Gan                                                              | Israele                                                                | 1 – 1                                                                  | Francia                                                                | Qual. Mondiali 2006                                                    | -                                                                      |                                                                        |
| 31-5-2005                                                              | Longeville-lès-Metz                                                    | Francia                                                                | 2 – 1                                                                  | Ungheria                                                               | Amichevole                                                             | 1                                                                      |                                                                        |
| 17-8-2005                                                              | Montpellier                                                            | Francia                                                                | 3 – 0                                                                  | Costa d'Avorio                                                         | Amichevole                                                             | -                                                                      | 71’                                                                    |
| 3-9-2005                                                               | Lens                                                                   | Francia                                                                | 3 – 0                                                                  | Fær Øer                                                                | Qual. Mondiali 2006                                                    | -                                                                      |                                                                        |
| 7-9-2005                                                               | Dublino                                                                | Irlanda                                                                | 0 – 1                                                                  | Francia                                                                | Qual. Mondiali 2006                                                    | -                                                                      | 20’                                                                    |
| 8-10-2005                                                              | Berna                                                                  | Svizzera                                                               | 1 – 1                                                                  | Francia                                                                | Qual. Mondiali 2006                                                    | -                                                                      |                                                                        |
| 9-11-2005                                                              | Fort-de-France                                                         | Francia                                                                | 3 – 2                                                                  | Costa Rica                                                             | Amichevole                                                             | -                                                                      |                                                                        |
| 12-11-2005                                                             | Saint-Denis                                                            | Francia                                                                | 0 – 0                                                                  | Germania                                                               | Amichevole                                                             | -                                                                      | 70’                                                                    |
| 1-3-2006                                                               | Saint-Denis                                                            | Francia                                                                | 1 – 2                                                                  | Slovacchia                                                             | Amichevole                                                             | -                                                                      | 46’                                                                    |
| 27-5-2006                                                              | Saint-Denis                                                            | Francia                                                                | 1 – 0                                                                  | Messico                                                                | Amichevole                                                             | 1                                                                      | 75’                                                                    |
| 31-5-2005                                                              | Lens                                                                   | Francia                                                                | 2 – 0                                                                  | Danimarca                                                              | Amichevole                                                             | -                                                                      |                                                                        |
| 7-6-2006                                                               | Saint-Étienne                                                          | Francia                                                                | 3 – 1                                                                  | Cina                                                                   | Amichevole                                                             | -                                                                      |                                                                        |
| 18-6-2006                                                              | Lipsia                                                                 | Francia                                                                | 1 – 1                                                                  | Corea del Sud                                                          | Mondiali 2006 - 1º turno                                               | -                                                                      | 88’                                                                    |
| 23-6-2006                                                              | Colonia                                                                | Togo                                                                   | 0 – 2                                                                  | Francia                                                                | Mondiali 2006 - 1º turno                                               | -                                                                      | 74’                                                                    |
| 27-6-2006                                                              | Hannover                                                               | Spagna                                                                 | 1 – 3                                                                  | Francia                                                                | Mondiali 2006 - Ottavi di finale                                       | -                                                                      | 74’                                                                    |
| 1-7-2006                                                               | Francoforte sul Meno                                                   | Francia                                                                | 1 – 0                                                                  | Brasile                                                                | Mondiali 2006 - Quarti di finale                                       | -                                                                      | 81’                                                                    |
| 5-7-2006                                                               | Monaco di Baviera                                                      | Portogallo                                                             | 0 – 1                                                                  | Francia                                                                | Mondiali 2006 - Semifinale                                             | -                                                                      | 69’                                                                    |
| 9-7-2006                                                               | Berlino                                                                | Italia                                                                 | 1 – 1 dts (6 – 4 dtr)                                                  | Francia                                                                | Mondiali 2006 - finale                                                 | -                                                                      | 111’                                                                   |
| 16-8-2006                                                              | Sarajevo                                                               | Bosnia ed Erzegovina                                                   | 1 – 2                                                                  | Francia                                                                | Amichevole                                                             | -                                                                      | 53’                                                                    |
| 2-9-2006                                                               | Tbilisi                                                                | Georgia                                                                | 0 – 3                                                                  | Francia                                                                | Qual. Euro 2008                                                        | 1                                                                      |                                                                        |
| 6-9-2006                                                               | Saint-Denis                                                            | Francia                                                                | 3 – 1                                                                  | Italia                                                                 | Qual. Euro 2008                                                        | -                                                                      |                                                                        |
| 7-10-2006                                                              | Glasgow                                                                | Scozia                                                                 | 1 – 0                                                                  | Francia                                                                | Qual. Euro 2008                                                        | -                                                                      |                                                                        |
| 11-10-2006                                                             | Montbéliard                                                            | Francia                                                                | 5 – 0                                                                  | Fær Øer                                                                | Qual. Euro 2008                                                        | -                                                                      |                                                                        |
| 15-11-2006                                                             | Saint-Denis                                                            | Francia                                                                | 1 – 0                                                                  | Grecia                                                                 | Amichevole                                                             | -                                                                      |                                                                        |
| 7-2-2007                                                               | Saint-Denis                                                            | Francia                                                                | 0 – 1                                                                  | Argentina                                                              | Amichevole                                                             | -                                                                      | 46’                                                                    |
| 24-3-2007                                                              | Kaunas                                                                 | Lituania                                                               | 0 – 1                                                                  | Francia                                                                | Qual. Euro 2008                                                        | -                                                                      | 89’                                                                    |
| 28-3-2007                                                              | Saint-Denis                                                            | Francia                                                                | 1 – 0                                                                  | Austria                                                                | Amichevole                                                             | -                                                                      | 70’                                                                    |
| 2-6-2007                                                               | Saint-Denis                                                            | Francia                                                                | 2 – 0                                                                  | Ucraina                                                                | Qual. Euro 2008                                                        | -                                                                      |                                                                        |
| 6-6-2007                                                               | Auxerre                                                                | Francia                                                                | 1 – 0                                                                  | Georgia                                                                | Qual. Euro 2008                                                        | -                                                                      | 62’                                                                    |
| 22-8-2007                                                              | Trnava                                                                 | Slovacchia                                                             | 0 – 1                                                                  | Francia                                                                | Amichevole                                                             | -                                                                      | 48’                                                                    |
| 8-9-2007                                                               | Milano                                                                 | Italia                                                                 | 0 – 0                                                                  | Francia                                                                | Qual. Euro 2008                                                        | -                                                                      |                                                                        |
| 12-9-2007                                                              | Saint-Denis                                                            | Francia                                                                | 0 – 1                                                                  | Scozia                                                                 | Qual. Euro 2008                                                        | -                                                                      |                                                                        |
| 17-10-2007                                                             | Saint-Denis                                                            | Francia                                                                | 2 – 0                                                                  | Lituania                                                               | Qual. Euro 2008                                                        | -                                                                      |                                                                        |
| 6-2-2008                                                               | Malaga                                                                 | Spagna                                                                 | 1 – 0                                                                  | Francia                                                                | Amichevole                                                             | -                                                                      |                                                                        |
| 26-3-2008                                                              | Saint-Denis                                                            | Francia                                                                | 1 – 0                                                                  | Inghilterra                                                            | Amichevole                                                             | -                                                                      |                                                                        |
| 27-5-2008                                                              | Grenoble                                                               | Francia                                                                | 2 – 0                                                                  | Ecuador                                                                | Amichevole                                                             | -                                                                      | 78’                                                                    |
| 31-5-2008                                                              | Tolosa                                                                 | Francia                                                                | 0 – 0                                                                  | Paraguay                                                               | Amichevole                                                             | -                                                                      |                                                                        |
| 3-6-2008                                                               | Saint-Denis                                                            | Francia                                                                | 1 – 0                                                                  | Colombia                                                               | Amichevole                                                             | -                                                                      |                                                                        |
| 9-6-2008                                                               | Zurigo                                                                 | Romania                                                                | 0 – 0                                                                  | Francia                                                                | Euro 2008 - 1º turno                                                   | -                                                                      |                                                                        |
| 13-6-2008                                                              | Berna                                                                  | Paesi Bassi                                                            | 4 – 1                                                                  | Francia                                                                | Euro 2008 - 1º turno                                                   | -                                                                      | 61’                                                                    |
| 20-8-2008                                                              | Göteborg                                                               | Svezia                                                                 | 2 – 3                                                                  | Francia                                                                | Amichevole                                                             | -                                                                      | 70’                                                                    |
| 11-10-2008                                                             | Costanza                                                               | Romania                                                                | 2 – 2                                                                  | Francia                                                                | Qual. Mondiali 2010                                                    | -                                                                      | 39’                                                                    |
| 14-10-2008                                                             | Saint-Denis                                                            | Francia                                                                | 3 – 1                                                                  | Tunisia                                                                | Amichevole                                                             | -                                                                      | 84’                                                                    |
| 5-6-2009                                                               | Lione                                                                  | Francia                                                                | 1 – 0                                                                  | Turchia                                                                | Amichevole                                                             | -                                                                      | 58’                                                                    |
| 12-8-2009                                                              | Tórshavn                                                               | Fær Øer                                                                | 0 – 1                                                                  | Francia                                                                | Qual. Mondiali 2010                                                    | -                                                                      | 65’                                                                    |
| 10-10-2009                                                             | Guingamp                                                               | Francia                                                                | 5 – 0                                                                  | Fær Øer                                                                | Qual. Mondiali 2010                                                    | -                                                                      | 62’                                                                    |
| 14-10-2009                                                             | Saint-Denis                                                            | Francia                                                                | 3 – 1                                                                  | Austria                                                                | Qual. Mondiali 2010                                                    | -                                                                      |                                                                        |
| 14-11-2009                                                             | Dublino                                                                | Irlanda                                                                | 0 – 1                                                                  | Francia                                                                | Qual. Mondiali 2010                                                    | -                                                                      | 89’                                                                    |
| 18-11-2009                                                             | Saint-Denis                                                            | Francia                                                                | 1 – 1 dts                                                              | Irlanda                                                                | Qual. Mondiali 2010                                                    | -                                                                      | 87’ 90’                                                                |
| 3-3-2010                                                               | Saint-Denis                                                            | Francia                                                                | 0 – 2                                                                  | Spagna                                                                 | Amichevole                                                             | -                                                                      | 74’                                                                    |
| 26-5-2010                                                              | Lens                                                                   | Francia                                                                | 2 – 1                                                                  | Costa Rica                                                             | Amichevole                                                             | -                                                                      | 77’                                                                    |
| 30-5-2010                                                              | Radès                                                                  | Tunisia                                                                | 1 – 1                                                                  | Francia                                                                | Amichevole                                                             | -                                                                      |                                                                        |
| 4-6-2010                                                               | Saint-Pierre                                                           | Francia                                                                | 0 – 1                                                                  | Cile                                                                   | Amichevole                                                             | -                                                                      | 62’                                                                    |
| 11-6-2010                                                              | Città del Capo                                                         | Uruguay                                                                | 0 – 0                                                                  | Francia                                                                | Mondiali 2010 - 1º turno                                               | -                                                                      | 75’                                                                    |
| 17-6-2010                                                              | Polokwane                                                              | Francia                                                                | 0 – 2                                                                  | Messico                                                                | Mondiali 2010 - 1º turno                                               | -                                                                      |                                                                        |
| 22-6-2010                                                              | Bloemfontein                                                           | Francia                                                                | 1 – 2                                                                  | Sudafrica                                                              | Mondiali 2010 - 1º turno                                               | 1                                                                      | 46’                                                                    |
| 3-9-2010                                                               | Saint-Denis                                                            | Francia                                                                | 0 – 1                                                                  | Bielorussia                                                            | Qual. Euro 2012                                                        | -                                                                      | cap.                                                                   |
| 7-9-2010                                                               | Sarajevo                                                               | Bosnia ed Erzegovina                                                   | 0 – 2                                                                  | Francia                                                                | Qual. Euro 2012                                                        | 1                                                                      | 80’                                                                    |
| 9-10-2010                                                              | Saint-Denis                                                            | Francia                                                                | 2 – 0                                                                  | Romania                                                                | Qual. Euro 2012                                                        | -                                                                      |                                                                        |
| 12-10-2010                                                             | Longeville-lès-Metz                                                    | Francia                                                                | 2 – 0                                                                  | Lussemburgo                                                            | Qual. Euro 2012                                                        | -                                                                      | 63’                                                                    |
| 17-11-2010                                                             | Londra                                                                 | Inghilterra                                                            | 1 – 2                                                                  | Francia                                                                | Amichevole                                                             | -                                                                      | 77’                                                                    |
| 9-2-2011                                                               | Saint-Denis                                                            | Francia                                                                | 1 – 0                                                                  | Brasile                                                                | Amichevole                                                             | -                                                                      |                                                                        |
| 25-3-2011                                                              | Lussemburgo                                                            | Lussemburgo                                                            | 0 – 2                                                                  | Francia                                                                | Qual. Euro 2012                                                        | -                                                                      |                                                                        |
| 29-3-2011                                                              | Saint-Denis                                                            | Francia                                                                | 0 – 0                                                                  | Croazia                                                                | Amichevole                                                             | -                                                                      | 59’                                                                    |
| 3-6-2011                                                               | Minsk                                                                  | Bielorussia                                                            | 1 – 1                                                                  | Francia                                                                | Qual. Euro 2012                                                        | 1                                                                      |                                                                        |
| 6-6-2011                                                               | Donec'k                                                                | Ucraina                                                                | 1 – 4                                                                  | Francia                                                                | Amichevole                                                             | -                                                                      | 62’                                                                    |
| 9-6-2011                                                               | Varsavia                                                               | Polonia                                                                | 0 – 1                                                                  | Francia                                                                | Amichevole                                                             | -                                                                      | 73’                                                                    |
| 10-8-2011                                                              | Montpellier                                                            | Francia                                                                | 1 – 1                                                                  | Cile                                                                   | Amichevole                                                             | -                                                                      | 68’                                                                    |
| 2-9-2011                                                               | Tirana                                                                 | Albania                                                                | 1 – 2                                                                  | Francia                                                                | Qual. Euro 2012                                                        | -                                                                      | 82’                                                                    |
| 7-10-2011                                                              | Saint-Denis                                                            | Francia                                                                | 3 – 0                                                                  | Albania                                                                | Qual. Euro 2012                                                        | 1                                                                      |                                                                        |
| 11-10-2011                                                             | Saint-Denis                                                            | Francia                                                                | 1 – 1                                                                  | Bosnia ed Erzegovina                                                   | Qual. Euro 2012                                                        | -                                                                      | 61’                                                                    |
| 15-11-2011                                                             | Parigi                                                                 | Francia                                                                | 0 – 0                                                                  | Belgio                                                                 | Amichevole                                                             | -                                                                      | 72’                                                                    |
| 29-2-2012                                                              | Brema                                                                  | Germania                                                               | 1 – 2                                                                  | Francia                                                                | Amichevole                                                             | 1                                                                      | 62’                                                                    |
| 27-5-2012                                                              | Valenciennes                                                           | Francia                                                                | 3 – 2                                                                  | Islanda                                                                | Amichevole                                                             | -                                                                      | 60’                                                                    |
| 31-5-2012                                                              | Reims                                                                  | Francia                                                                | 2 – 0                                                                  | Serbia                                                                 | Amichevole                                                             | 1                                                                      | 77’                                                                    |
| 5-6-2012                                                               | Le Mans                                                                | Francia                                                                | 4 – 0                                                                  | Estonia                                                                | Amichevole                                                             | -                                                                      | 73’                                                                    |
| 11-6-2012                                                              | Donec'k                                                                | Francia                                                                | 1 – 1                                                                  | Inghilterra                                                            | Euro 2012 - 1º turno                                                   | -                                                                      | 84’                                                                    |
| 19-6-2012                                                              | Kiev                                                                   | Svezia                                                                 | 2 – 0                                                                  | Francia                                                                | Euro 2012 - 1º turno                                                   | -                                                                      | 59’                                                                    |
| 23-6-2012                                                              | Donec'k                                                                | Spagna                                                                 | 2 – 0                                                                  | Francia                                                                | Euro 2012 - Quarti di finale                                           | -                                                                      | 65’                                                                    |
| Totale                                                                 |                                                                        | Presenze                                                               | 80                                                                     |                                                                        | Reti                                                                   | 9                                                                      |                                                                        |

| Cronologia completa delle presenze e delle reti in nazionale ― Guyana francese | Cronologia completa delle presenze e delle reti in nazionale ― Guyana francese | Cronologia completa delle presenze e delle reti in nazionale ― Guyana francese | Cronologia completa delle presenze e delle reti in nazionale ― Guyana francese | Cronologia completa delle presenze e delle reti in nazionale ― Guyana francese | Cronologia completa delle presenze e delle reti in nazionale ― Guyana francese | Cronologia completa delle presenze e delle reti in nazionale ― Guyana francese | Cronologia completa delle presenze e delle reti in nazionale ― Guyana francese |
| Data                                                                           | Città                                                                          | In casa                                                                        | Risultato                                                                      | Ospiti                                                                         | Competizione                                                                   | Reti                                                                           | Note                                                                           |
| ------------------------------------------------------------------------------ | ------------------------------------------------------------------------------ | ------------------------------------------------------------------------------ | ------------------------------------------------------------------------------ | ------------------------------------------------------------------------------ | ------------------------------------------------------------------------------ | ------------------------------------------------------------------------------ | ------------------------------------------------------------------------------ |
| 18-6-2017                                                                      | Remire-Montjoly                                                                | Guyana francese                                                                | 3 – 0                                                                          | Barbados                                                                       | Amichevole                                                                     | -                                                                              |                                                                                |
| 23-6-2017                                                                      | Fort-de-France                                                                 | Giamaica                                                                       | 1 – 1 dts (4 – 2 dtr)                                                          | Guyana francese                                                                | Coppa dei Caraibi 2017 - Semifinale                                            | -                                                                              |                                                                                |
| 25-6-2017                                                                      | Fort-de-France                                                                 | Martinica                                                                      | 0 – 1                                                                          | Guyana francese                                                                | Coppa dei Caraibi 2017 - Finale 3º posto                                       | -                                                                              |                                                                                |
| 12-7-2017                                                                      | Houston                                                                        | Honduras                                                                       | 0 – 0                                                                          | Guyana francese                                                                | Gold Cup 2017 - 1º turno                                                       | -                                                                              |                                                                                |
| Totale                                                                         |                                                                                | Presenze                                                                       | 4                                                                              |                                                                                | Reti                                                                           | 0                                                                              |                                                                                |

## Palmarès

### Club

#### Competizioni nazionali
- Campionato francese di seconda divisione: 1

Châteauroux: 1996-1997
- Supercoppa francese: 4

Lione: 2003, 2004, 2005, 2006
- Campionato francese: 4

Lione: 2003-2004, 2004-2005, 2005-2006, 2006-2007
- Coppa d'Inghilterra: 3

Chelsea: 2008-2009, 2009-2010, 2011-2012
- Community Shield: 1

Chelsea: 2009
- Campionato inglese: 1

Chelsea: 2009-2010

#### Competizioni internazionali
- UEFA Champions League: 1

Chelsea: 2011-2012
- UEFA Europa League: 1

Chelsea: 2012-2013

### Individuale
- Trophées UNFP du football: 4

Squadra ideale della Ligue 1: 2005, 2006, 2007
Miglior giocatore della Ligue 1: 2007
- Indian Super League Hero of the League: 1

Delhi Dynamos: 2016